# Kurt-Georg Cram
Kurt-Georg Cram (* 2. Januar 1920 in Berlin; † 31. Mai 2012 ebenda) war ein deutscher Verleger.

## Leben
Kurt-Georg Cram war der älteste Sohn von Herbert Cram (1890–1967) und Clara Cram, geb. de Gruyter (1891–1984), eine Tochter des Verlegers Walter de Gruyter (1862–1923). Sein Vater übernahm nach dem Tode Walter de Gruyters die Leitung des Verlags Walter de Gruyter.
Er studierte zunächst und wurde 1953 an der Universität Göttingen promoviert. Anschließend trat er in den Verlag ein und leitete diesen von 1967 bis 1998 als Verleger. In diese Zeit fällt der Beginn der Internationalisierung des Verlages. 1989 erhielt er das Bundesverdienstkreuz 1. Klasse.
Sein Sohn ist der Verleger Hans-Robert Cram.